# Rouffilhac
Rouffilhac är en kommun i departementet Lot i regionen Occitanien i södra Frankrike. Kommunen ligger i kantonen Gourdon som tillhör arrondissementet Gourdon. År 2022 hade Rouffilhac 196 invånare.

## Befolkningsutveckling
Antalet invånare i kommunen Rouffilhac
| Referens: INSEE |